# Abu-Yazid al-Bistamí
Abu-Yazid (Bayazid) Tayfur ibn Issa ibn Suruixan al-Bistamí (Bistam, 804 - 874), dit igualment Bayazid al-Bistamí o Bayazid Bistamí (persa: بايزيد بسطامى), fou un místic persa considerat com un dels primers grans mestres sufís de l'islam. Va viure sempre a Bistam, a la província persa de Kumis, excepte per breus períodes. El 1313 es va construir un mausoleu a la seva tomba.
No va escriure cap obra però va deixar unes 500 màximes o dites paradoxals, transmeses oralment, que van esdevenir molt populars.